# Sing (film 2016)
Sing – amerykański film animowany z 2016 roku.
Film zawiera 64 utwory oraz jeden utwór nagrany specjalnie do filmu, „Faith”, w wykonaniu Ariany Grande i Steviego Wondera, który został nominowany do Złotego Globu.

## Fabuła
Aby uratować swój teatr przed ruiną, miś koala Buster Moon organizuje konkurs piosenki.

## Obsada
- Matthew McConaughey – Buster Moon
- Reese Witherspoon – Rosita
- Seth MacFarlane – Mike
- Scarlett Johansson – Ash
- John C. Reilly – Eddie
- Tori Kelly – Meena
- Taron Egerton – Johnny
- Jennifer Saunders – Nana Noodleman
- Jennifer Hudson – Nana Noodleman (śpiew)
- Garth Jennings – Panna Crawly
- Peter Serafinowicz – Big Daddy
- Nick Kroll – Gunter